# Louis Guy Henri de Valori
Ne doit pas être confondu avec Guy Louis Henri de Valory.
Pour les autres membres de la famille, voir Famille de Valori.
Louis Guy Henri, marquis de Valori, né à Menin (Flandre occidentale), paroisse de Saint-Waast, le 11 novembre 1692, mort en octobre 1774, est un général et diplomate français sous Louis XV.
Il se distingue comme officier et devient maréchal de camp puis lieutenant général ; ambassadeur du roi en Prusse, il négocie des traités et des alliances favorables à la France.

## Biographie
Louis Guy Henri de Valori (parfois écrit Valory), né en 1692, est le fils de Charles de Valori (1658-1734), maréchal de camp, lieutenant général et ingénieur militaire, et de Marie Catherine Vollant fille de l'ingénieur et architecte Simon Vollant,.

### Officier
Louis Guy Henri de Valori sert dans les armées sous les ordres de son père ; en 1707, à 16 ans, il est enseigne au régiment de Piémont. Il participe à la guerre de Succession d'Espagne et se distingue aux sièges de Landau et de Fribourg ; il n'a que vingt-et-un ans. Le maréchal de Villars, pour le récompenser, le charge en 1713 de porter au roi soixante-treize drapeaux et étendards pris à l'ennemi ; il le cite comme un « très-bon sujet »,.
En 1719, Valori est écuyer de la reine Marie Leszczynska. En 1727, il est nommé inspecteur général des milices de Flandres. Il obtient ensuite le commandement d'un régiment qui porte son nom, et en devient le colonel. À sa tête, il force une redoute à Denain et reçoit la croix de Saint-Louis.

### Diplomate et général

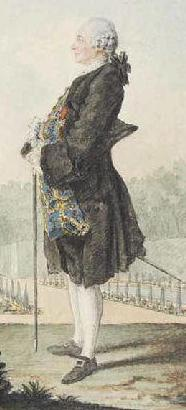
Le chevalier de Valori, peint par Carmontelle. Musée Condé, à Chantilly.

En juillet 1739, le cardinal de Fleury qui l'apprécie l'envoie, par ordre du roi, négocier les intérêts du royaume à la cour de Frédéric-Guillaume Ier de Prusse. Il est à la même époque nommé brigadier des armées et gouverneur de la Ruhr. Sa mission diplomatique consiste à réconcilier la France et la Prusse, et à écarter la Prusse de l'Autriche. Valori donne toute satisfaction, et parvient de plus à réconcilier la famille de Prusse qui était divisée. Le prince héritier Frédéric, futur Frédéric II dit le Grand, commence par le détester puis lui est très reconnaissant et lui témoignera toujours de l'amitié. Ce serait grâce à Valori que la Prusse quitte la ligue du Nord contre la France,.
Lors de la guerre de Succession d'Autriche, Valori obtient de suivre Frédéric II et réussit à servir auprès de lui les intérêts de la France, assure la signature de traités favorables et dissuade Frédéric II de s'allier avec l'impératrice.
Valori est nommé en 1745 maréchal de camp, gouverneur de Lille en 1746, et commandeur de l’ordre de Saint Louis. Il est un des principaux artisans du traité d'Aix-la-Chapelle qui met fin à la guerre.
En 1747, il arrange le mariage entre le Dauphin et Marie-Josèphe de Saxe.
Il devient lieutenant général en 1748, revient à Versailles en 1749, et exerce le gouvernement de Lille.
En 1756, il retourne à la cour de Prusse comme ambassadeur de France. Il ne parvient pas à renouveler le traité entre la France et la Prusse et est momentanément rappelé à la suite d'un incident survenu au comte de Broglie à Hanovre. Valori retourne ensuite à Berlin et réussit pendant onze ans sa double mission de diplomatie et de renseignement.

### Arts et lettres
Très cultivé, Valori devient en 1762 membre honoraire de l’Académie royale de peinture et de sculpture. Il protège les gens de lettres, les artistes et les savants. Il prend sa retraite en son château d'Étampes, qui est un rendez-vous artistique et littéraire. Voltaire dit qu'il ne se trouve heureux que « dans le palais de l'enchanteur de Berlin »,.
Valori est Grand-croix des ordres de Saint-Louis et de Saint-Lazare, gouverneur des citadelles de Lille et de Rue, grand-bailli d'épée de la ville d'Étampes. Il rédige des Mémoires sur les négociations qu'il a menées,.

### Décès
Il meurt en octobre 1774 à Etampes et est enterré dans l'église Saint-Pierre de la même ville, détruite à la révolution. Une moitié de sa pierre tombale, retrouvée au début du XX° siècle, est scellée sur un mur de l'église Notre-Dame d'Etampes (don d'une famille étampoise). Selon Michaud, Louis XVI ordonne que le bâton de maréchal orne son cercueil. Frédéric-Guillaume Ier de Prusse dit de Valori : « Les hommes de cette trempe ont été rares dans ce siècle ! ».

### Hommages et distinctions
- Son nom est donné à (12687) de Valory, un astéroïde de la ceinture principale.
- Grand-Croix de l'Ordre de Saint-Louis.
- Grand-Croix de l'Ordre de Saint-Lazare.

### Famille
Guy Henri de Valori épouse le 24 juillet 1721 Henriette Françoise Le Camus, veuve d'Alphonse Germain de Guérin de Moulineuf, lieutenant tué à Fribourg.
- Ils ont comme enfants :
  - Henriette Louise Aimée de Valori, née en 1722.
  - Joseph Guy César de Valori, né en 1723.
  - Marie Florence de Valori, qui épouse en 1751 Etienne François de Masin de Bouy (1702-1786). Elle fut condamnée à mort et exécutée le 5 mai lors de la séance du 16 floréal An II du tribunal révolutionnaire, dans le cadre du procès de Jean-Jacques Labussière, convaincu d’être « complice de l’affreuse conspiration qui a existé contre la sureté du peuple, les 9 et 10 août 1792, dont Capet et sa femme étaient les principaux chefs; et les trois femmes (ci dessous) d’avoir entretenu intelligence et correspondance avec les ennemis intérieurs et extérieurs ».

## Mémoire biographique
- Mémoires des négociations du marquis de Valori..., accompagnés d'un recueil de lettres..., précédés d'une notice historique sur la vie de l'auteur, par le comte Henri-Zozime de Valori, Paris, F. Didot, 1820 [lire en ligne].

## Sources bibliographiques
- « Valori (Louis-Guy-Henri, marquis de) », dans Michaud, Biographie universelle ancienne et moderne..., Paris, Thoisnier Desplaces, 1843-1865, tome 42, pages 528-529 (Michaud tome 42 sous Gallica). Voir aussi le supplément du même ouvrage, 1857, tome 84, pages 433-434 (Supplément sous Google livres).